# Karl Unger
Karl Unger (* 1782 in Lissa, Königreich Sachsen; † 28. März 1835 in Königsberg i. Pr.) war ein deutsch-jüdischer Arzt und der erste Lehrstuhlinhaber für Chirurgie an der Albertus-Universität Königsberg.

## Leben
In eine arme jüdische Familie geboren, studierte Unger unter ärmlichsten Bedingungen Medizin in Leipzig und Halle. In Halle zum Doktor der Philosophie und Medizin promoviert, ging er als Assistent zu Christoph Wilhelm Hufeland in Berlin. 1813/14 nahm er als Oberarzt der Preußischen Armee an den Befreiungskriegen teil, in denen er mit dem Eisernen Kreuz ausgezeichnet wurde. 1815 folgte er dem Ruf der Albertina auf den neuen Lehrstuhl für Chirurgie. Unger richtete eine chirurgisch-ophthalmologische Klinik ein, die er mit der Geisteskrankenklinik vorbildlich leitete. Als einziger Königsberger Hochschullehrer verzichtete er auf die (vorgeschriebenen) Vorlesungsgebühren.
Für seinen Einsatz bei der Bekämpfung der Choleraepidemie wurde er mit dem Roten Adlerorden 4. Kl. ausgezeichnet.
Im Wintersemester 1823/24 und im WS 1833/34 war er Prorektor der Albertus-Universität.
Er starb an den Spätfolgen einer Infektion, die er sich bei einer Obduktion zugezogen hatte. Der 2. Band seiner „Beiträge zur Klinik für Chirurgie“ blieb unfertig. Den 1. Band hatte er seinem Lehrer Hufeland gewidmet.

## Werke (Auswahl)
- Beiträge zur Klinik für Chirurgie

## Quelle
- Neuer Nekrolog der Deutschen (1835)

| Personendaten    | Personendaten                         |
| ---------------- | ------------------------------------- |
| NAME             | Unger, Karl                           |
| KURZBESCHREIBUNG | deutscher Chirurg und Hochschullehrer |
| GEBURTSDATUM     | 1782                                  |
| GEBURTSORT       | Lissa, Sachsen                        |
| STERBEDATUM      | 28. März 1835                         |
| STERBEORT        | Königsberg (Preußen)                  |